# Кусяпкуловский сельсовет
Кусяпкуловский сельсовет — упразднённое административно-территориальное образование в Макаровском районе (будущий современный Ишимбайский район). Центр — деревня Кусяпкулово.
Образовалось в 1935-м году («Постановление Президиума Центрального Исполнительного Комитета Башкирской АССР о новой сети в составе районов Башкирской АССР» от 3 февраля 1935 года, п.36).
В 1937-м было передано из Макаровского района в новый район БАССР — Ишимбайский, куда первоначально входило только три сельсовета («Постановление Всероссийского Центрального Исполнительного Комитета об образовании новых районов в Башкирской АССР» от 20 марта 1937 года)
Ликвидирован в 1940 вместе с Ишимбайским районом. Центральное село сельсовета вошло в состав нового города — Ишимбая.
«Указ Президиума Верховного Совета РСФСР о преобразовании раб. пос. Ишимбай в город и ликвидации Ишимбайского района Башкирской АССР» от 10 февраля 1940 года:

…
2. О включении в черту г. Ишимбая населённых пунктов: Буранчино, Кусяпкулово и Смакаево Ишимбайского района.
3. О перечислении из Ишимбайского района:
… Кусяпкуловского и Байгузинского с/с в Макаровский район и о ликвидации Ишимбайского района.